# إيجيرت جونسون
إيجيرت جونسون (بالآيسلندية: Eggert Jónsson)‏ هو لاعب كرة قدم آيسلندي في مركز الوسط، ولد في 18 أغسطس 1988 في ريكيافيك في آيسلندا. شارك مع منتخب آيسلندا تحت 17 سنة لكرة القدم ومنتخب آيسلندا تحت 19 سنة لكرة القدم ومنتخب آيسلندا تحت 21 سنة لكرة القدم ومنتخب آيسلندا لكرة القدم. أما مع النوادي، فقد لعب مع تشارلتون أثلتيك وفليتوود تاون ونادي بيلينينسش ونادي سوندرييسكه وهارت أوف ميدلوثيان ووولفرهامبتون واندررز.

## وصلات خارجية
- إيجيرت جونسون على موقع الاتحاد الأوربي (الإنجليزية)
- إيجيرت جونسون على موقع قاعدة بيانات كرة القدم.إي يو (الإنجليزية)
- إيجيرت جونسون على موقع ناشيونال فوتبول تيمز (الإنجليزية)
- إيجيرت جونسون على موقع Soccerbase.com (لاعب) (الإنجليزية)
- إيجيرت جونسون على موقع Soccerway.com (الإنجليزية)
- إيجيرت جونسون على موقع عالم كرة القدم.نت (الإنجليزية)
- إيجيرت جونسون على موقع AS.com (الإسبانية)